# Isla Ixtapa
Isla Ixtapa o Isla Grande es una pequeña isla o islote cerca de Ixtapa en el estado mexicano de Guerrero. Es conocida por el buceo y deportes acuáticos. El acceso es por una tarifa de 100 pesos en un taxi acuático (panga) desde Playa Linda.

## Características

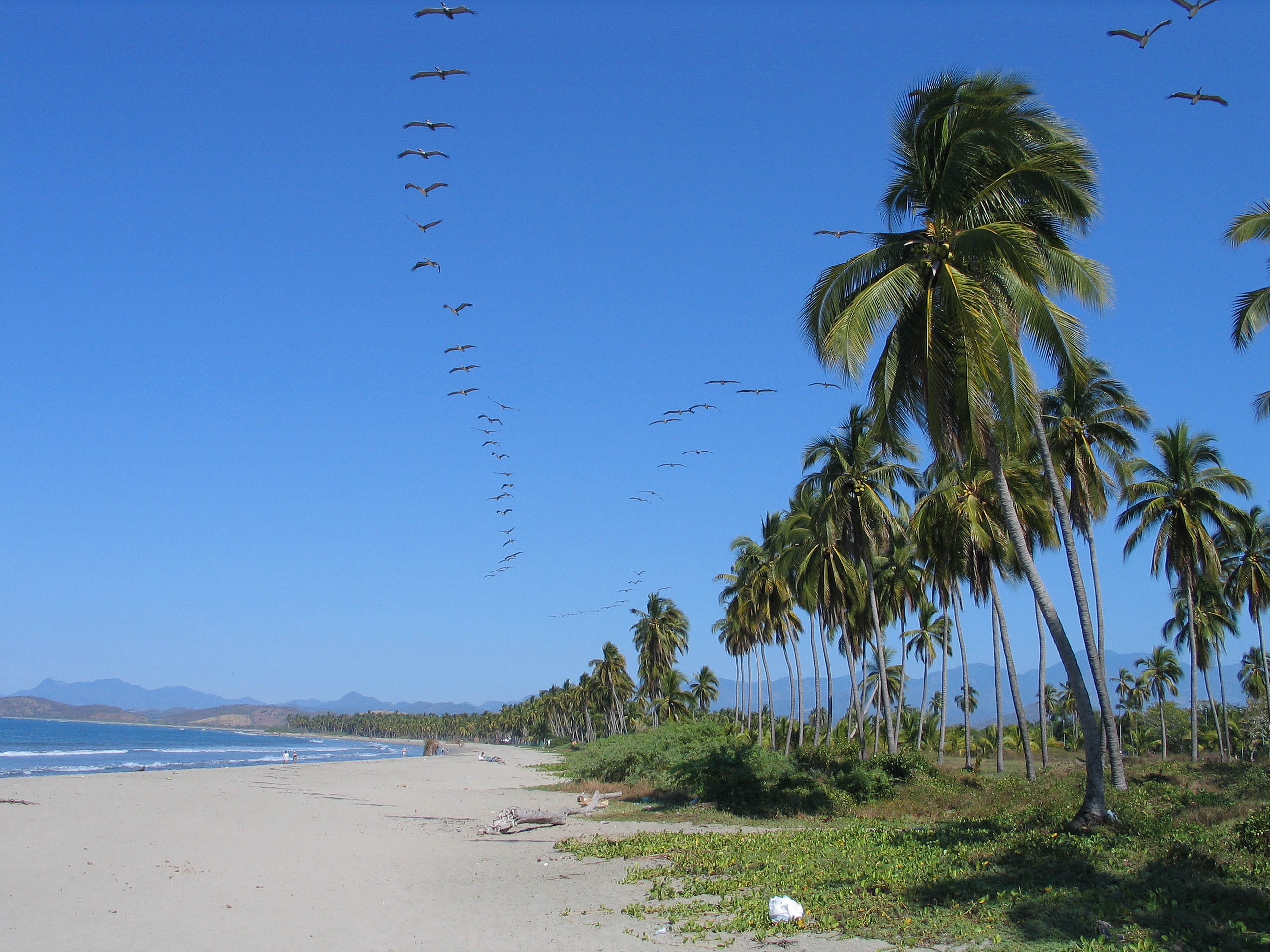
Ixtapa Playa Linda.

La isla o islote tiene cuatro playas, Cuachalate, nombrada así en honor de un árbol medicinal de la zona. Ese es el lado más popular y visitado del lugar, especialmente en temporada alta, con filas esperando para rentar una moto, dar un paseo en la banana acuática o para conseguir lugar bajo las palapas que sirven pescado fresco y cerveza. Si quieres relajarte,  con un masaje a la orilla del mar tendrás una de las mejores siestas de tu vida.
Playa Coral atrae a nadadores, buzos y fanáticos del snorkel, los cuales se deleitan en los arrecifes cercanos que bullen de fauna multicolor. Si buscas aguas más tranquilas, sigue el camino que te lleva a Playa Varadero. ¿Quieres aislamiento y paz? No hay mejor lugar que Playa Sacrificio, que no cuenta con la comodidad de un restaurante, sino con una pequeña colina desde la cual tendrás una maravillosa panorámica del océano Pacífico. Quizá llamarla “isla” sea un poco exagerado. Se trata de un islote que se recorre caminando, de punta a punta, en unos cuantos minutos. Pero su tamaño no desmerece la enorme cantidad de aventuras que puedes vivir en este delicioso lugar.

### Playas en la Isla Ixtapa
- Playa Varadero
- Playa Coral
- Playa Cuachalalate
- Playa Carey